# 切里克里克 (密西西比州)
切里克里克（英語：Cherry Creek）是位於美國密西西比州龐托托克縣的非建制地區。

## 歷史
切里克里克的郵局於1851年設立，其後於1904年停運。

## 地理
切里克里克所處的海拔為高於海平面132米（即433英呎），而該地所採用的時區為UTC-6，即北美中部時區（CST）。同時該地設有夏令時間，為UTC-6調快一小時，即UTC-5（CDT）。